# Il grattacielo del delitto
Il grattacielo del delitto è un film tedesco del 1957, diretto da Harald Braun, con Lilli Palmer e Otto Eduard Hasse. 

## Trama
Katja ha sposato Robert senza vero amore, nel clima di incertezza e di spaesamento susseguente alla seconda guerra mondiale, mentre Robert, da parte sua, considera la moglie come un mero ornamento e coronamento della sua vita di grosso finanziere, abituato a non trovare ostacoli alla propria sovrana volontà imprenditoriale. Così quando Katja, spronata dal drammaturgo John Lawrence, riprende timidamente, e con ricadute psicofisiche, l’attività di attrice teatrale, che aveva smesso col matrimonio, Robert è totalmente contrario alla scelta di lei, che cerca di contrastare tentando di medicalizzare la donna, col pretesto che il teatro nuocerebbe alla sua salute.
Ma il dottor Krell subodora il reale motivo del disagio di Katja, le ordina di interrompere l’assunzione di tranquillanti a base di arsenico, che ella si era auto-prescritta, e le propone qualche seduta di tipo ipnotico, che registra su nastro magnetico.
La sera della prima Katja è vittima di un malore in scena, mentre Robert viene trovato morto dal maggiordomo Blume.
In un'aula del tribunale vengono mostrati i referti medici dai quali risulta che il decesso di Robert è dovuto ad avvelenamento da arsenico, sostanza alla quale Katja risultava parzialmente immune in virtù dell’assunzione del tranquillante. Katja è dunque accusata dell’omicidio del marito.
Solo dopo l’acquisizione di nuove prove, ed in particolare di uno dei nastri che era stato sottratto dallo studio del dottor Krell si giunge allo scagionamento di Katja.